# شتيندال
شتيندال  (بالألمانية: Stendal) هو قضاء يقع في شمال شرق ساكسونيا أنهالت، ألمانيا. 

## التاريخ
في التنظيم الإداري لعام 1994م تم دمج القضاء السابع لشتندال مع أقضية أوستيربرغ و هافيلبيرغ.

## الجغرافيا
يقع القضاء على منطقة ألتمارك. ويصل أقصى ارتفاع له 132.8 متر. ويمر فيه نهران رئيسان هما إلبه و نهر هافل.

## بلدان
يتكون قضاء شتندال على التقسيمات التالية:
| بلدات                                                         |
| ------------------------------------------------------------- |
| 1. بيسمارك 2. هافلبرغ 3. أوستربورغ 4. تانغرهوته 5. تانغرمونده |

| وحدات إدارية | وحدات إدارية                                                                                     | وحدات إدارية                                                                                    |
| --- | ------------------------------------------------------------------------------------------------ | ----------------------------------------------------------------------------------------------- |
| 1. Arneburg-Goldbeck 1. Arneburg2 2. Eichstedt 3. Goldbeck1 4. Hassel 5. Hohenberg-Krusemark 6. Iden 7. Rochau 8. Werben2 | 2. Elbe-Havel-Land 1. Kamern 2. Klietz 3. Sandau2 4. Schönhausen1 5. Schollene 6. Wust-Fischbeck | 3. Seehausen 1. Aland 2. Altmärkische Höhe 3. Altmärkische Wische 4. Seehausen1, 2 5. Zehrental |
| 1seat of the Verbandsgemeinde; 2town                                                                                      |                                                                                                  |                                                                                                 |

## روابط خارجية
- الموقع الرسمي
 (German)